# Monocentroptilum
Monocentroptilum is een geslacht van haften (Ephemeroptera) uit de familie Baetidae.

## Soorten
Het geslacht omvat de volgende soorten:
- Monocentroptilum badium (Kopelke, 1980)
  - = Centroptilum badium Kopelke, 1980[2]